# Ano Turtiainen
Ano Veli Samuel Turtiainen, född 25 augusti 1967 i Säminge, är en finländsk politiker och tidigare tyngdlyftare, som var riksdagsledamot 2019-2023. Turtiainen valdes in i riksdagen för Sannfinländarna men blev sedan utesluten av partiet och blev således senare under perioden politisk vilde. Uteslutningen berodde på att han hade publicerat en tweet som drev med mordet på George Floyd. Han bildade sedan partiet Makten tillhör folket, men lyckades inte bli invald i riksdagen 2023. Hans anhängare sökte bilda en valmansförening för att han skulle kunna ställa upp i presidentvalet 2024, men fick inte tillräckligt med underskrifter för att kunna registrera kandidaturen.